# Humberto de Lencastre, Duque de Gloucester
Humberto de Lencastre, 1.º Duque de Gloucester, 1.º Conde de Pembroke, KG (1390 — 23 de fevereiro de 1447) foi o quarto filho do rei Henrique IV de Inglaterra e de Maria de Bohun. Em 1414, o seu irmão mais velho Henrique V fez dele Duque de Gloucester. Através do seu casamento com Jaqueline Wittelsbach, Humphrey tornou-se Conde da Zelândia, Hainaut e Holanda em 1422. A união, um desastre a todos os níveis, foi anulada em 1428, deixando Humberto livre para casar com Eleanor Cobham, a sua amante.
Depois da morte prematura de Henrique V em 1422, Humberto tornou-se o regente do sobrinho Henrique VI, então um bebé de meses. Enquanto o seu irmão e co-regente João de Lencastre, Duque de Bedford se ocupava da questão francesa, Humberto ocupou-se da educação do sobrinho e da governo do reino. Com a maioridade de Henrique VI, Humberto cedeu a custo o poder mas nunca deixou de tentar influenciar o sobrinho. Em 1447, a sua mulher Eleanor foi presa, julgada e condenada por feitiçaria contra o rei, a fim de favorecer Humberto. Embora não tendo sido diretamente acusado, Humberto foi preso e morreu  poucos dias depois.

## Primeiros anos
Desconhece-se o seu local de nascimento, mas Humberto recebeu o seu nome em homenagem ao seu avô materno, Humphrey de Bohun, 7.º Conde de Hereford. Ele era o quarto filho e o rapaz mais novo de Henrique IV e Maria de Bohun e era bastante próximo dos seus irmãos. Tomás, João e Humberto foram feitos cavaleiros ao mesmo tempo e juntaram-se à Ordem da Jarreteira juntos em 1400. A 20 de março de 1413, Humberto e o seu irmão Henrique estavam com o seu pai quando ele morreu.
Durante o reino de de Henrique IV, Humberto recebeu uma boa educação enquanto seus irmãos lutavam na fronteira galesa e escocesa. Após o morte de seu pai, ele foi criado Duque de Gloucester em 1414, Chamberlain da Inglaterra, e lhe foi dado um assento no Parlamento. Em 1415, tornou-se um membro do Conselho Privado.

## Carreira Diplomática e Militar

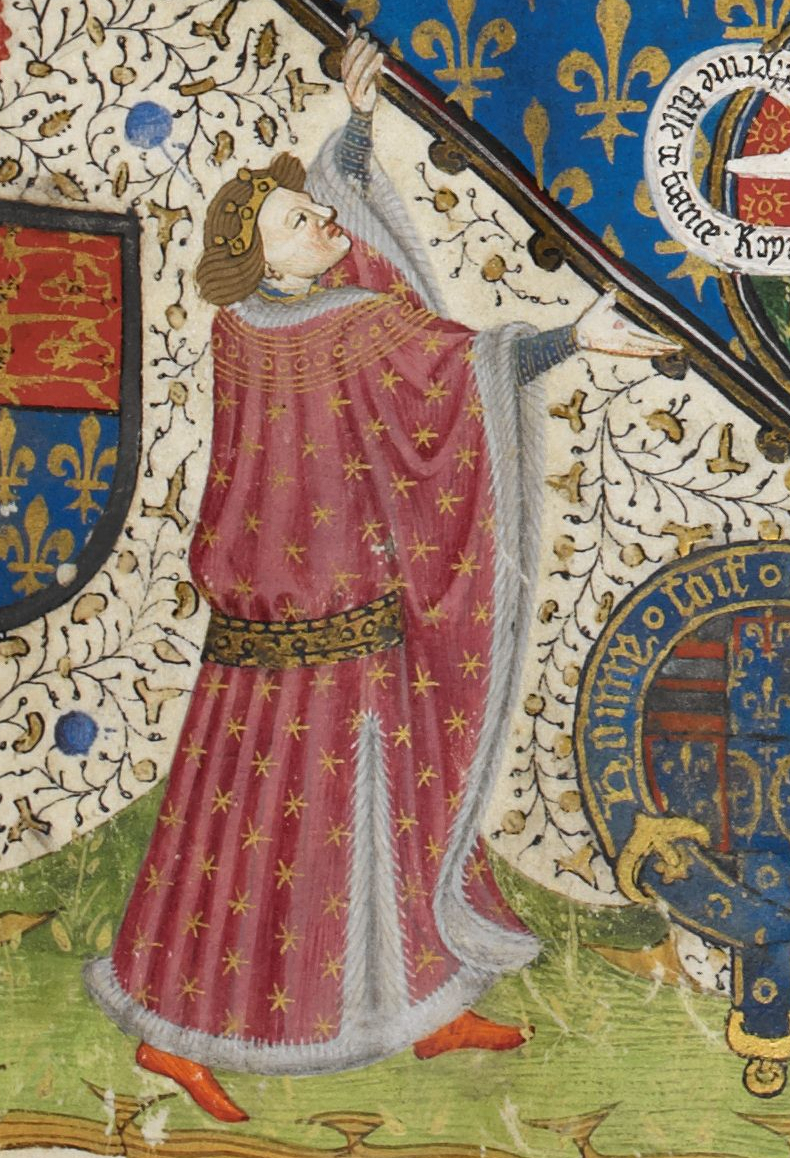
Humberto no frontispício do Talbot Shrewsbury Book, 1445

Humberto e o seu irmão, o duque de Clarence, lideraram o inquérito à tentativa de assassinato de Henrique V, antes de embarcarem para lutar na Guerra dos Cem Anos em França. O conde de Cambridge, aliado a Henrique Scrope e Sir Thomas Grey, tentou matar o rei enquanto o exército se encontrava acampado em Southampton. Os três foram acusados de alta traição e decapitados entre 2 e 5 de agosto.
Durante as campanhas militares de Henrique IV na França, Humberto ficou conhecido como um comandante de sucesso devido a seu conhecimento da arte da guerra, através de seus estudos clássicos, o que contribui para a queda de Honfleur. Humberto ficou ferido durante a Batalha de Agincourt e o seu irmão, Henrique V, protegeu seu corpo e manteve-se resistente aos ataques dos franceses.  Por seus serviços durante a guerra, Humberto foi investido como Condestável de Dover, Guarda dos Cinco Portos em 27 de novembro e Tenente do Rei. A duração do seu governo foi pacífica e bem sucedida. Esse período começou com a missão de paz do Imperador Sigismundo, quando em Paris em março de 1416, o Imperador foi preso na praia pelo Duque que conseguiu extrair uma promessa de fidelidade. O tratado de amizade eterna assinado em Canterbury em 15 de agosto apenas serviu para antecipas as hostilidades com a França.
Com a morte de seu irmão, Henrique V de Inglaterra em 1442, o culto duque se tornou Lorde Protetor de seu sobrinho, Henrique VI de Inglaterra. Ele também reivindicou o direito de regência a partir da morte de seu outro irmão, João, Duque de Bedford. Porém, suas reivindicações foram fortemente contestadas pelos membros do conselho do rei, principalmente por seu tio, Cardeal Henrique Beaufort. Só recentemente, o testamento de Henrique V foi redescoberto no Eton College, provando que as alegações do tio do novo rei estavam corretas. Em 1436 Filipe, Duque da Borgonha atacou Calais, levando-o a ser apontado como Comandante do Forte. Ele seguiram caminho por terra, mas a resistência dos ingleses perseverou. O comandante marchou para Bailleul, para a segurança de todos, e ameaçou Saint Omer antes de navegar para casa.

## Últimos anos e morte
Humberto era muito popular com os cidadãos de Londres e da Casa dos Comuns, do Parlamento. Ele também era considerado um patrocinador das artes e de leitura. Tais qualidades de mantenedor da paz renderam-lhe a posição de Chefe da Justiça de Galês do Sul. Contudo, seu casamento com Eleanor Cobham foi conveniente a seus inimigos. Sua esposa foi julgada por bruxaria e heresia em 1441, e Humberto retirou-se da vida pública. Ele também acabou preso sobre a acusação de traição em 20 de fevereiro de 1447. O prolífico nobre militar morreu em Bury St Edmunds, em Suffolk três dias depois e foi enterrado na Catedral de St Albans, adjacente ao Santuário de St Albans. Nessa época, alguns acreditaram que ele tinha sido envenenado, porém é mais provável que ele tenha morrido de um acidente vascular cerebral.

## Casamentos e Filhos

### Primeiro casamento: Jacqueline, Condessa de Hainaut e Holanda

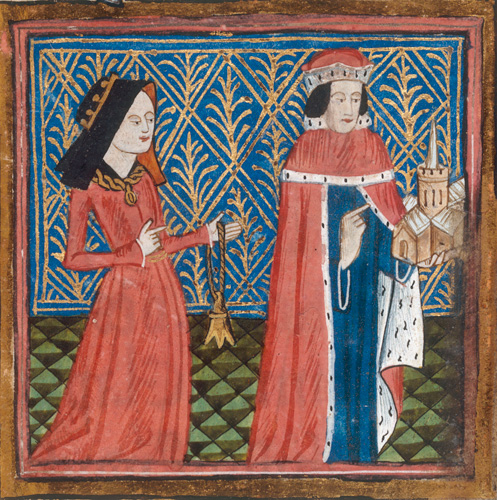
Miniatura de iluminura com Humberto e a sua segunda esposa, Eleanor incluída no Book of Benefactors to St Albans de Thomas Walsingham

Em 1422 ele se casou com Jacqueline, Condessa de Hainaut e Holanda, filha de Guilherme IV, Conde Hainaut. Através dessa união, ele assumiu o título de Conde da Holanda, Zelândia e Hainaut, e por um curto período de tempo lutou para retê-lo quando foram contestados pelo primo de Jacqueline, Felipe, Duque da Borgonha (Guerra de Sucessão na Holanda). O casal teve um filho natimorto em 1424. O casamento foi anulado em 1428, e Jacqueline morreu deserdada em 1436.

### Segundo casamento: Eleanor Cobham
Sua segunda cônjuge foi a sua antiga amante, Eleanor Cobham, que foi presa pelo resto de sua vida após julgamento sob acusações de usar-se de feitiçaria para aumentar o poder político de seu marido.

### Filhos
- Arthur de Gloucester, morreu em 1447;
- Antigone de Gloucester, casada com Henrique Grey, 2° Conde de Tancarville, Lord de Powys e depois João d'Amancier.[7]

De acordo com o livro ancestrais da Magna Carta de Douglas Richardson escrito em 2005, Arthur e Antigone era filhos ilegítimos do Duque com uma amante desconhecida.

## Legado
Após herdar a mansão de Greenwich, Gloucester cercou o Parque de Greenwich e em 1428 havia uma palácio construído perto do Rio Tâmisa, conhecido como Bella Court e mais tarde chamado Palácio de Placentia. A dominante Torre do Duque Humberto no parque foi demolida na década de 1660 e o local foi escolhido para a construção do Observatório Real de Greenwich. Seu nome é dado à Biblioteca do Duque Humberto, parte da Biblioteca Bodleiana em Oxford. Ele era um benfeitor e protetor de Oxford, tendo doado mais de 280 manuscritos à Universidade. Também era patrocinador da literatura, notoriamente do poeta João Lygate e de João Capgrave. Ele foi parte essencial da introdução da sabedoria italiana à Inglaterra, por meio de livros e dos próprios estudiosos. Humberto se correspondia com muitos humanistas italianos e comissionou traduções dos clássicos gregos para o latim. Sua amizade com Zano Castliglione, Bispo de Bayeux, o conduziu a conhecer outros homens cultos como Leonardo Bruno, Pier Candido Deciembro e Tito Livio de Forli. Ele também era benfeitor da Abadia de St Albans.
A caminhada do Duque Humberto era o nome de um altar na Antiga Catedral de São Paulo perto do que era popularmente creditado como sendo a tumba do nobre, porém, de acordo com William Carew Hazlitt, era um monumento a João de Beauchamp. Essa era uma área frequentada por ladrões e mendigos. Em referência a isso, era usada uma frase pelos pobres sem dinheiro para comida: jantar com o Duque Humberto. Saki atualiza a frase para o Piquenique do Duque Humberto, na sua história curta, A festa de Nêmesis. Sua tumba em St Albans foi restaurada em 2000 para celebrar o milênio.
Duque Humberto é um personagem importante em duas peças de Shakespeare.Seu conflito com o Cardeal Beaufort é representado em Henrique VI, Primeira Parte e a sua tragédia e morte subsequentes as acusações de bruxaria de sua esposa estão presentes em Henrique VI, Segunda Parte. Shakespeare escreve da sua morte como planejada por William de La Pole, 1° Duque de Suffolk e pela Rainha Margaret. Ele também aparece em Henrique V, Segunda Parte' com um menor papel. A morte de Humberto é o assunto da novela de mistério de 2003 de Margaret Frazer.